# Sclerocona
Sclerocona är ett släkte av fjärilar som beskrevs av Edward Meyrick 1890. Sclerocona ingår i familjen mott.
Släktet innehåller bara arten Sclerocona acutella.